# Wildeshausen
Wildeshausen település Németországban, azon belül Alsó-Szászország tartományban. Lakosainak száma 21 424 fő (2023. december 31.). Wildeshausen Winkelsett, Colnrade és Prinzhöfte községekkel határos.

## Népesség
A település népességének változása:
| Lakosok száma | 19 209 | 19 560 | 19 751 | 19 932 | 20 667 | 21 154 | 21 424 |
|               | 2010   | 2016   | 2017   | 2019   | 2021   | 2022   | 2023   |